# Buyuyo
Buyuyo ist eine Ortschaft im Departamento Pando im Tiefland des südamerikanischen Anden-Staates Bolivien.

## Lage im Nahraum
Buyuyo ist eine Ortschaft des Kanton Arroyo Grande im Municipio Filadelfia in der Provinz Manuripi und liegt auf einer Höhe von 232 m. Die Ortschaft liegt am linken, nördlichen Ufer des Río Buyuyo, einem Nebenfluss des Río Manuripi, der in den Río Orthon mündet, der wiederum zum Río Beni hin fließt.

## Geographie
Buyuyo liegt im bolivianischen Teil des Amazonasbeckens, nordöstlich vorgelagert den Ausläufern der peruanischen Cordillera Oriental im tropischen Regenklima der Äquatorialzone.
Die mittlere Durchschnittstemperatur der Region liegt bei knapp 26 °C und schwankt sowohl im Jahres- wie im Tagesverlauf nur unwesentlich, nur in den trockenen Wintermonaten von Juni bis August liegt sie aufgrund der nächtlichen Wärmeabstrahlung bei offener Wolkendecke geringfügig niedriger (siehe Klimadiagramm Porvenir). Der Jahresniederschlag beträgt etwa 1.900 mm und weist während der Regenzeit über mehr als die Hälfte des Jahres Monatswerte zwischen 150 und 300 mm auf, nur in der kurzen Trockenzeit von Juni bis August sinken die Niederschläge auf Monatswerte unter 50 mm.

## Verkehrsnetz
Buyuyo liegt in einer Entfernung von 85 Straßenkilometern südlich von Cobija, der Hauptstadt des gleichnamigen Departamentos.
Von Cobija führt die asphaltierte Nationalstraße Ruta 13 in südlicher Richtung bis Porvenir und von dort aus weiter in östlicher Richtung über weitere 337 Kilometer bis El Triangulo im Departamento Beni, wo sie auf die nord-südlich verlaufende Ruta 8 von Guayaramerín nach Rurrenabaque trifft.
Porvenir ist gleichzeitig Anfangspunkt der Ruta 16, die über Cachuelita Bajo, Filadelfia und Empresiña nach Buyuyo führt und von dort weiter über San Silvestre nach Chivé. Nach Fertigstellung der Verlängerung südlich von Chivé soll die Ruta 16 einmal das gesamte westliche Tiefland im Grenzraum zu Peru erschließen.

## Bevölkerung
Die Einwohnerzahl des Ortes ist im vergangenen Jahrzehnt um mehr als ein Drittel angestiegen:
| Jahr | Einwohner   | Quelle       |
| ---- | ----------- | ------------ |
| 1992 | keine Daten | Volkszählung |
| 2001 | 116         | Volkszählung |
| 2012 | 158         | Volkszählung |
| 2024 |             | Volkszählung |